# Aeropuerto de Songwe
El Aeropuerto de Songwe (en suajili: Uwanja wa Ndege wa Songwe; en inglés: Songwe Airport) (ICAO: HTGW) que  lo general es conocido en los horarios de vuelo como Mbeya, es un aeropuerto en la región del altiplano sur del país africano de Tanzania, al servicio de la ciudad de Mbeya y de la región de Mbeya circundante.Se encuentra a unos 25 kilómetros ( 16 millas) al suroeste de la ciudad , frente a la carretera nacional A104.
Establecida en 1930 por las colonias británicas, la pista de aterrizaje está a 70 km de la ciudad de Mbeya y anteriormente fue utilizada por aviones ligeros de compañías mineras. La RWY 09/27 de hoy tiene una longitud de 3330 metro y tiene 45 metro de ancho y está asfaltada.
La Autoridad de Aviación Civil de Tanzania emitió una comunicación el 12 de diciembre de 2012 diciendo que el nuevo aeropuerto Songwe "esta abierto y operativo "

## Estadísticas
El volumen de pasajeros y los movimientos de vuelos en los últimos años fueron:
| Año  | Movimientos de vuelo | Pasajeros |
| ---- | -------------------- | --------- |
| 2014 | 2.027                | 126.283   |
| 2015 | 1.913                | 133.774   |
| 2016 | 1.951                | 117.177   |
| 2017 | 1.959                | 118.884   |
| 2018 | 1.932                | 114.863   |
| 2019 | 1.416                | 78.658    |